# Geneva (Nebraska)
Geneva – miasto w Stanach Zjednoczonych, w stanie Nebraska, siedziba administracyjna hrabstwa Fillmore.